# Varga Zoltán (sakkozó)
Varga Zoltán (Budapest, 1970. július 12. –) magyar sakkozó, nemzetközi nagymester, magyar sakkbajnok, kétszeres sakkolimpikon.

## Sakkozói pályafutása
1996-ban megnyerte a magyar sakkbajnokságot.
1995-ben szerezte meg a nemzetközi nagymesteri fokozatot.
A 2016. augusztusban érvényes Élő-pontértéke a klasszikus sakkban 2417, a rapidsakkban 2465, villámsakkban 2478. A magyar ranglistán az aktív játékosok között az 58. helyen áll. Legmagasabb pontértéke a 2004. júliusban elért 2592 volt.

### Csapateredményei
1998-ban és 2004-ben tagja volt a magyar válogatottnak a Sakkolimpián, valamint 2001-ben, a sakkcsapat világbajnokságon 5. helyen végzett magyar válogatottnak, amely versenyen a mezőnyben a 4. legjobb eredményt érte el.
1992-ben és 2003-ban a Sakkcsapat Európa-bajnokságon játszott a magyar válogatottban, az utóbbi versenyen a mezőnyben a 2. legjobb eredményt érte el.
1995 és 1999 között négy alkalommal vett részt a Budapesti Honvéd sakkcsapatával a Bajnokcsapatok Európa Kupájában, melyek közül 1995-ben a 2. helyen végeztek. 2002-ben a HŠK Napredak Sarajevo csapatában a BEK-ben a mezőny legjobb eredményét érte el.
Tagja volt az 1993-ban, 1995-ben és 1999-ben 1. helyen, 2000-ben 2., 1997-ben 3. helyen végzett magyar válogatottnak a MITROPA Kupa versenyen, 1993-ban és 1995-ben a mezőnyben a legjobb eredményt érte el.

### Kiemelkedő versenyeredményei
- 1. helyezés: Werfen (1991),
- 1. helyezés: Altensteig (1993),
- 1. helyezés: Budapest (1994, 1998, 2000),
- 1. helyezés: Sárospatak (1995),
- megosztott 1. helyezés: Zalakaros (1995),
- 2. helyezés: Recklinghausen (1995),
- megosztott 1. helyezés: Balatonberény (1997),
- 2. helyezés: Gyula (1998),
- 2. helyezés: Kőszeg (1999),
- 2. helyezés: Paks (2000)
- 1. helyezés: Sparkassen Open der Dortmunder Schachtage (2001)[10]
- 2-3. helyezés: Opatija (2002)[11]

- 1-8. helyezés: Benasque (2003)[12]
- 2-4. helyezés: Nagykanizsa (2003)[13]

- 1. helyezés: Miskolc (2004)[14]
- 1. helyezés: Balatonlelle (2005)[15]
- 1. helyezés: Zürich(2005)[16]
- 1-2. helyezés: Harkány (2006)[17]

- 1-3. helyezés: Balatonföldvár (2007)[18]
- 1. helyezés: Balatonlelle (2008)[19]
- 1. helyezés: Temesvár (2008)[20]
- 2-4. helyezés: Balatonföldvár (2009)[21]
- 3. helyezés First Saturday GM (FS09), Budapest (2009)[22]
- 3. helyezés First Saturday GM (FS02), Budapest (2010)[23]
- 3. helyezés Héviz (2010)[24]
- 3. helyezés First Saturday GM 2. Borlóy Androvitzky Károly emlékverseny, Budapest (2011)[25]
- 2-6. helyezés: Zalakaros (2011)[26]
- 3. helyezés First Saturday GM (FS05), Budapest (2012)[27]
- 2. helyezés First Saturday GM (FS06), Budapest (2012)[28]
- 2. helyezés: Balatonföldvár (2012)[29]
- 1-3. helyezés: Balatonföldvár (2013)[30]